# Auze (affluent de l'Alagnon)
Pour les articles homonymes, voir Auze.
Le ruisseau d’Auze est un ruisseau français qui coule dans les départements du Puy-de-Dôme et de la Haute-Loire. Il prend sa source dans les monts du Cézallier et se jette dans l’Alagnon en rive gauche. C’est donc un sous-affluent de l’Allier puis de la Loire.

## Géographie
Le ruisseau nait dans les monts du Cézallier à 1113 mètres d'altitude au lieu-dit "Les Hortes" (commune d'Anzat-le-Luguet). Il porte alors le nom de "ruisseau de la Gazonne". Il s'oriente est et après un parcours sur les hauts plateaux, il s'enfonce rapidement dans des gorges. Il contourne la montagne de La Courtasse (1 068 mètres) et reçoit l'apport du ruisseau de La Valette puis du ruisseau de Chassolle ; il prend alors le nom  de "ruisseau de Zauze". En amont de sa confluence avec le ruisseau de La Rochette (aussi appelé "ruisseau de Pouget") il franchit les cascades du Gour d'Appat. Il continue dans la direction sud-est, contourne la montagne du Mourenu (691 mètres), rencontre le ruisseau de Merdenson, et s'oriente enfin nord-est pour rejoindre l'Alagnon en rive gauche, en contrebas du château de Léotoing.

## Affluents
L'Auze compte cinq affluents référencés parmi lesquels :
- Le ruisseau de la Vallette
- Le ruisseau de Chassolle
- Le ruisseau de la Rochette
- Le ruisseau le Merdenson

## Communes traversées
D'amont en aval, le ruisseau traverse les communes suivantes, situées dans les départements du Puy-de-Dôme et de la Haute-Loire :
- Anzat-le-Luguet, Mazoires, Apchat, Torsiac, Léotoing